# Surreya
Surreya är ett släkte av amarantväxter. Surreya ingår i familjen amarantväxter.
Kladogram enligt Catalogue of Life:
| Surreya | \| \| Surreya diandra \| \| \| \| \| \| Surreya mesembryanthema \| \| \| \| |
|         | \| \| Surreya diandra \| \| \| \| \| \| Surreya mesembryanthema \| \| \| \| |
|         | Surreya diandra                                                             |
|         |                                                                             |
|         | Surreya mesembryanthema                                                     |
|         |                                                                             |